# Abbaye Notre-Dame de la Réau
Pour les articles homonymes, voir Abbaye Notre-Dame.

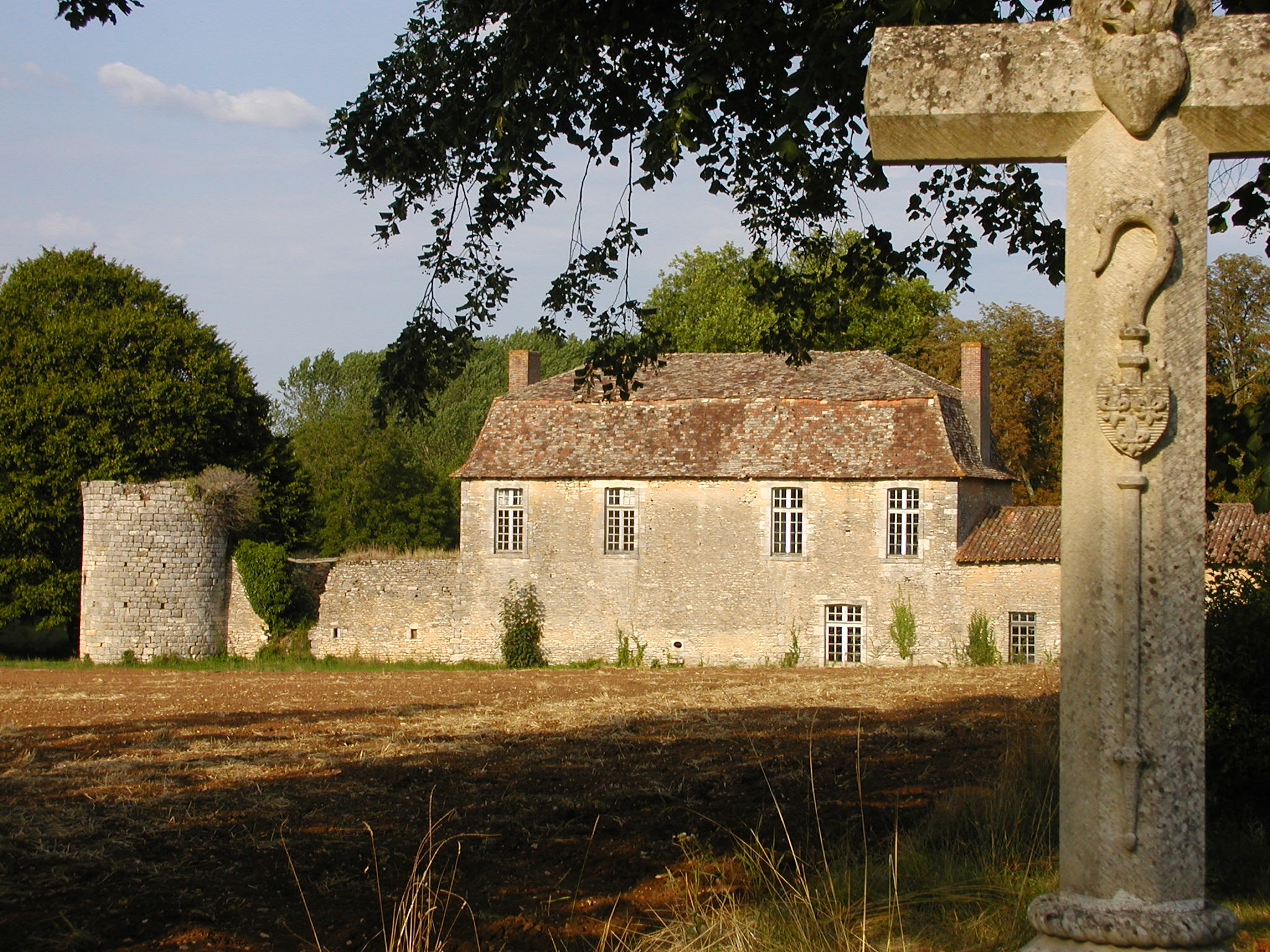
L'abbatiale.

L’abbaye Notre-Dame de la Réau, située sur la rive gauche du Clain dans un coin isolé des confins du Poitou et de la Basse-Marche, est fondée au XIIe siècle par les chanoines suivant la règle de saint Augustin ; elle se trouve sur la commune de Saint-Martin-l'Ars dans le département de la Vienne.
Notre-Dame de la Réau occupe une place très honorable parmi les grands monastères fondés en France au Moyen Âge et dont l'influence, profonde jusqu'à la Révolution, s'est exercée non seulement dans le pays environnant mais au loin grâce à ses nombreuses filiales, jusqu'en Anjou et en Bretagne.
Après en avoir fait l'étude historique et archéologique en 1937, François Eygun, écrivait dans la presse poitevine en 1970 qu'il s'agissait là de l'un « des monuments les plus prestigieux du Haut-Poitou »

## Historique
Les chanoines, dans leur déclaration à l'Assemblée Générale du Clergé de 1750, s'expriment ainsi : « Ladite abbaye paroist subsister dès le XIIe siècle… la fondation ne se trouve pas ! » Lesdits chanoines se sont toujours réclamés pour leur abbaye d'une fondation royale. Le nom de La Réau, Régalis, la Royale, fait d'ailleurs aussitôt penser à un protecteur couronné, mais ce protecteur fut-il Louis VII roi de France, ou Henri II Plantagenet ?

François Ier, dans ses Lettres Royaux de 1525 posera comme admis : « La Réau étant de fondation royale »… Les armes du monastère seront celles-là mêmes du royaume de France, « d'azur à 3 fleurs de lys d'or »… mais les armoiries d'abbayes n'apparaissent dans la région que vers le milieu du XVe siècle !

Il serait tentant, mais ces documents sont tardifs et ne permettent pas de l'affirmer, de reporter l'époque de la fondation au temps où Louis VII, roi de France, était également comte de Poitou et pouvait fonder une abbaye royale en cette province, soit entre 1137 et 1154.

Mais nous savons qu'Aliénor d'Aquitaine, après l'annulation de son mariage avec Louis VII, déclara nulles et non avenues les faveurs accordées par ce roi. Les abbayes, inquiètes de ces mesures qui menaçaient des droits acquis, profitèrent des premières circonstances venues pour faire ratifier par le nouveau mari de la comtesse de Poitou les bienfaits dus à son prédécesseur.

Et une bulle d'Honorius III, datée du 30 mars 1219, qui met sous la protection du Saint-Siège l'abbaye de La Réau et confirme ses possessions, rappelle les libertés et exemptions accordées au monastère par Henri II, roi d'Angleterre. Ce texte permet donc d'affirmer l'existence de La Réau avant la mort tragique d'Henri II à Chinon en 1189, mais il ne parle pas de la fondation, qui devait être antérieure.

Que conclure ? Cette fondation, qu'elle soit due à Louis VII ou au Plantagenet, remonte bien au XIIe siècle, comme l'affirment les chanoines.
En 1219, La Réau compte seize prieurés.
La guerre de Cent Ans allait lui porter de terribles coups, déjà fortifiée en 1370, elle est incendiée par les Anglais en 1372. Elle fut rebâtie et munie de fortifications.
Un soir de 1531, un ancien chef de bande, Antoine de Guillerville, qui habitait le château de Vilaigre non loin de Saint-Martin-l'Ars, trouva moyen, à la tête d'une vingtaine de soudards, de s'emparer par surprise de la Réau, profitant de ce qu'on avait abaissé le pont-levis pour la rentrée d'un de ses habitants. Et durant plusieurs semaines, après en avoir chassé les religieux, toute la bande y fit ripaille.

Mais tout a une fin… arrêté, emprisonné à Poitiers à la Conciergerie, Guillerville fut traduit devant les Grands Jours de Poitiers et condamné à mort. Sa tête, fichée sur une lance, fut portée à la Réau pour être attachée à la plus haute tour de l'abbaye, en exemple aux fauteurs de troubles à venir.
Vers 1550, l'abbaye passa au calvinisme sous l'influence de l'abbé Aufort, mais celui-ci se rétracta vers la fin de sa vie et l'abbaye revint alors à l'obédience romaine.
En 1653, la réforme des Génovéfains est introduite et des travaux de réparation sont entrepris. Ont lieu des échanges de bâtiments, des essais de restauration et enfin deux ailes sont rasées et le reste restauré sous le prieur François Henin.
Au moment de la Révolution française, l'abbaye était entrée en décadence. Les bâtiments furent vendus comme bien national.
Le domaine a appartenu à la famille de Fremond de La Merveillère.

## Architecture
Longée à l'est par le Clain et au nord par une large douve franchie par deux ponts-levis donnant sur des poternes, l'église est en croix avec un chœur et des chapelles presque carrées. Ses angles sont munis d'échauguettes couronnées de mâchicoulis qui datent du XVe siècle.
Le croisillon gauche de l'église se prolonge d'un bâtiment allant jusqu'à la rivière avec une aile perpendiculaire qui limitait un cloître.
Deux tours rondes renforcent les angles de l'enceinte.
Le clocher octogonal de l'église s'est effondré au XXe siècle.
Les anciens bâtiments monastiques ont été remaniés au XVIIe siècle. L'un d'eux abrite un escalier à belle balustrade en pierre de XVIIe siècle ainsi que la salle capitulaire romane du XIIe siècle. Cette dernière est voûtée d'arêtes : les doubleaux sont sculptés de masques humains pleins de fantaisie.
L'abbaye Notre-Dame de La Réau a été classée au titre des monuments historiques en 1941, pour les vestiges de l'abbatiale, la salle capitulaire, la grosse tour nord, le grand escalier de pierre, et les vestiges de la tour de l'enceinte. Les autres bâtiments l'ont été en 1994.

## Galerie

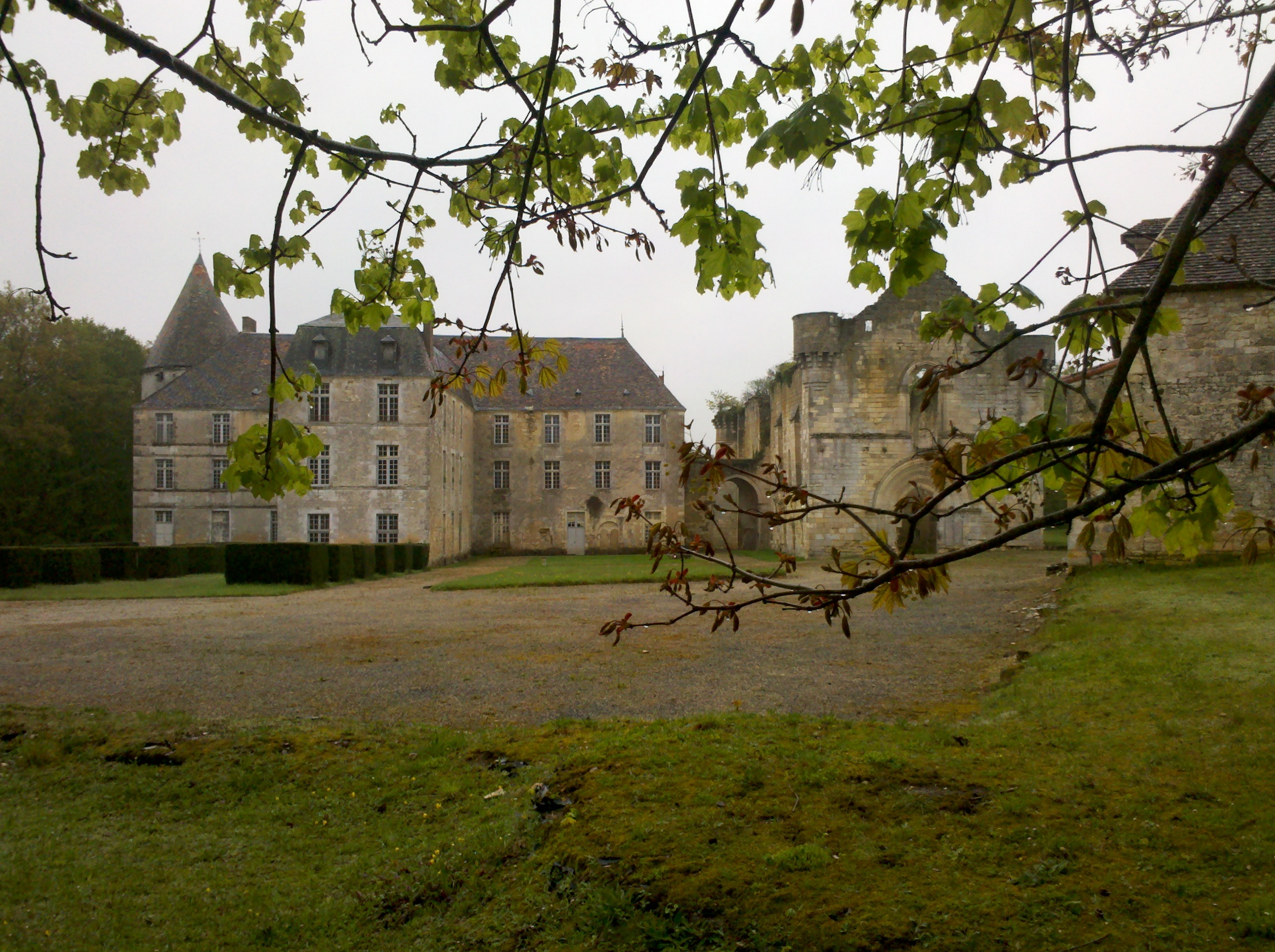
Vue nord.
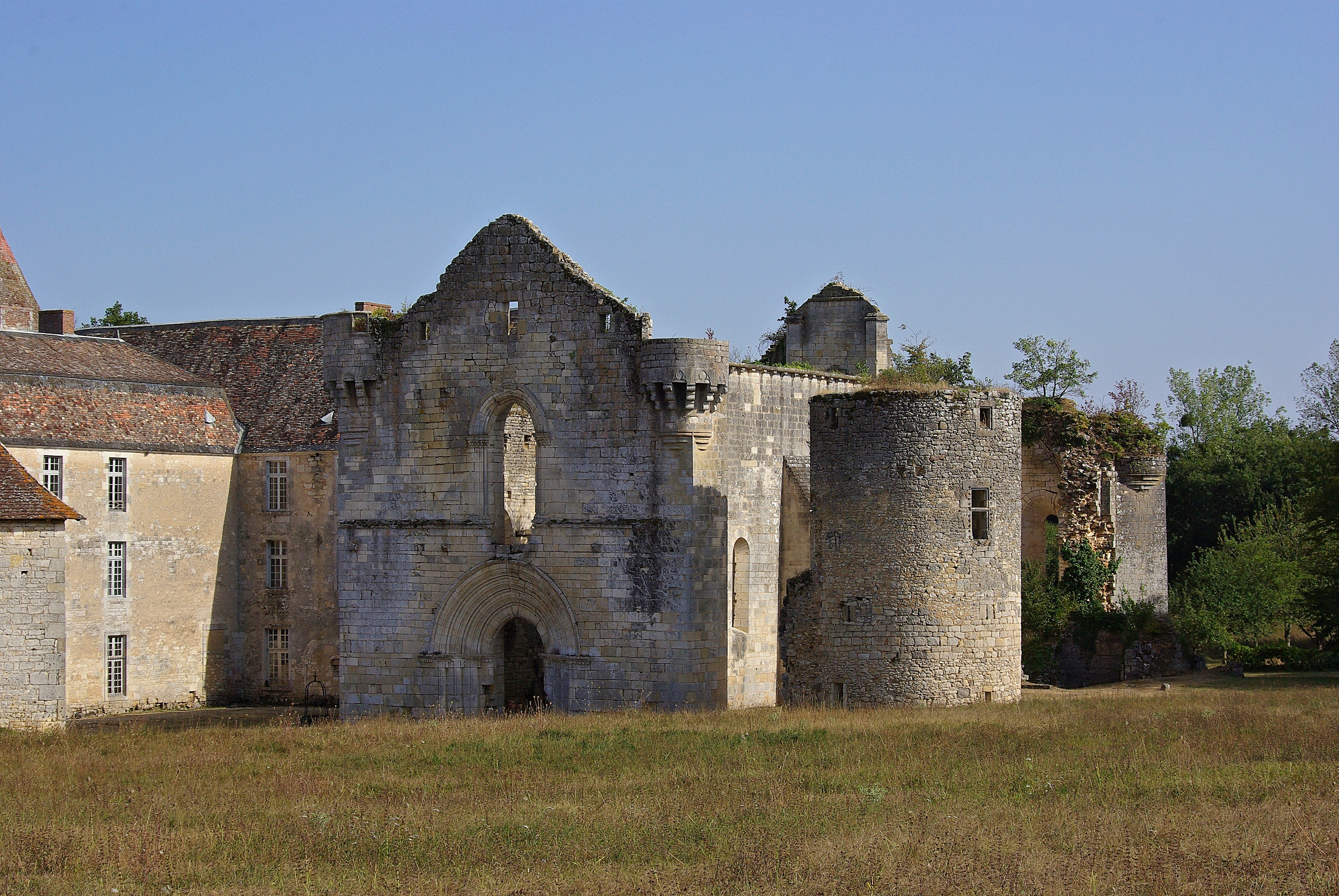
Abbatiale et tour de guet vues du nord-ouest.
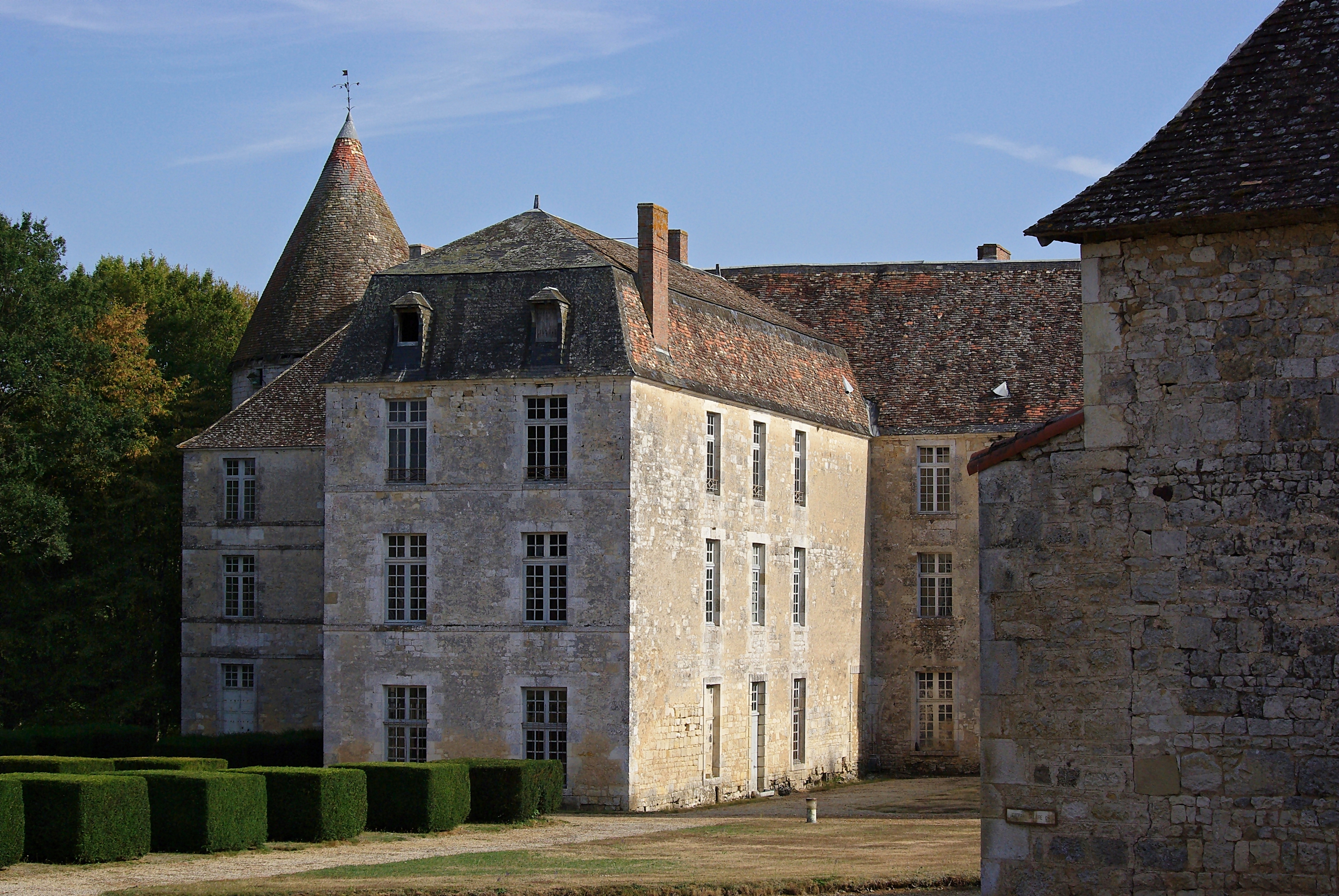
Aile nord des bâtiments.
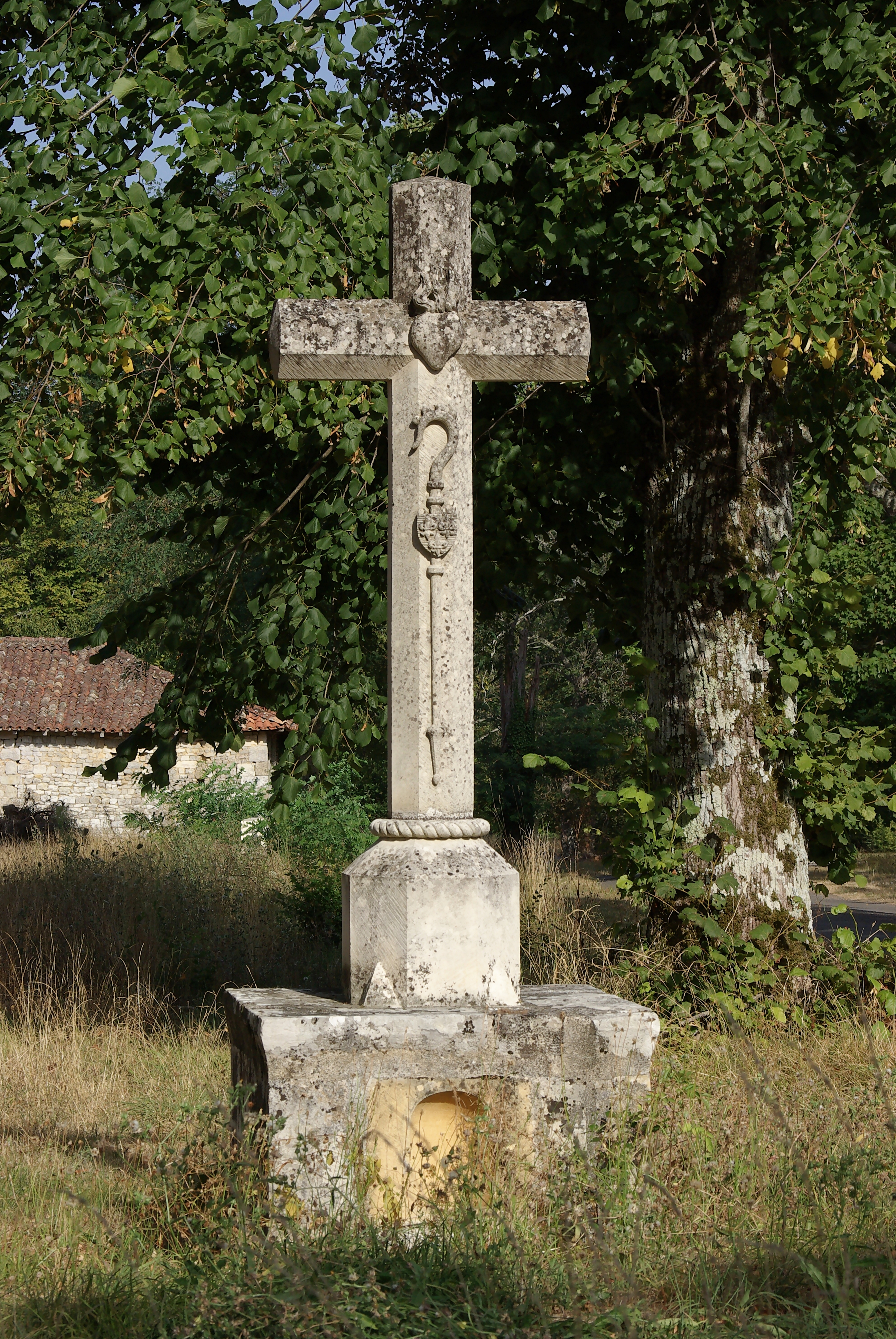
Croix avec sacré Cœur et crosse abbatiale.
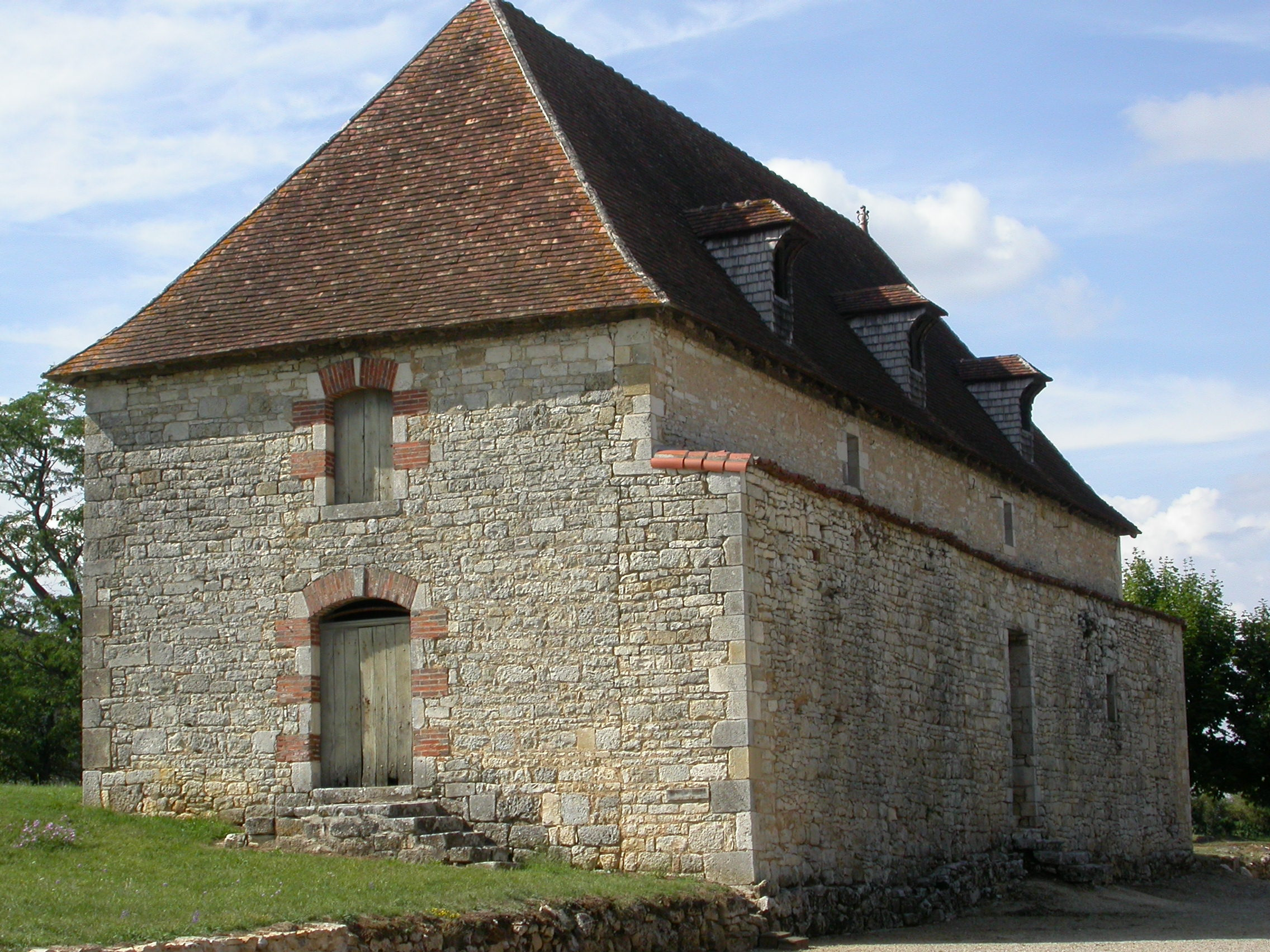
Grange dimière de l'abbaye.
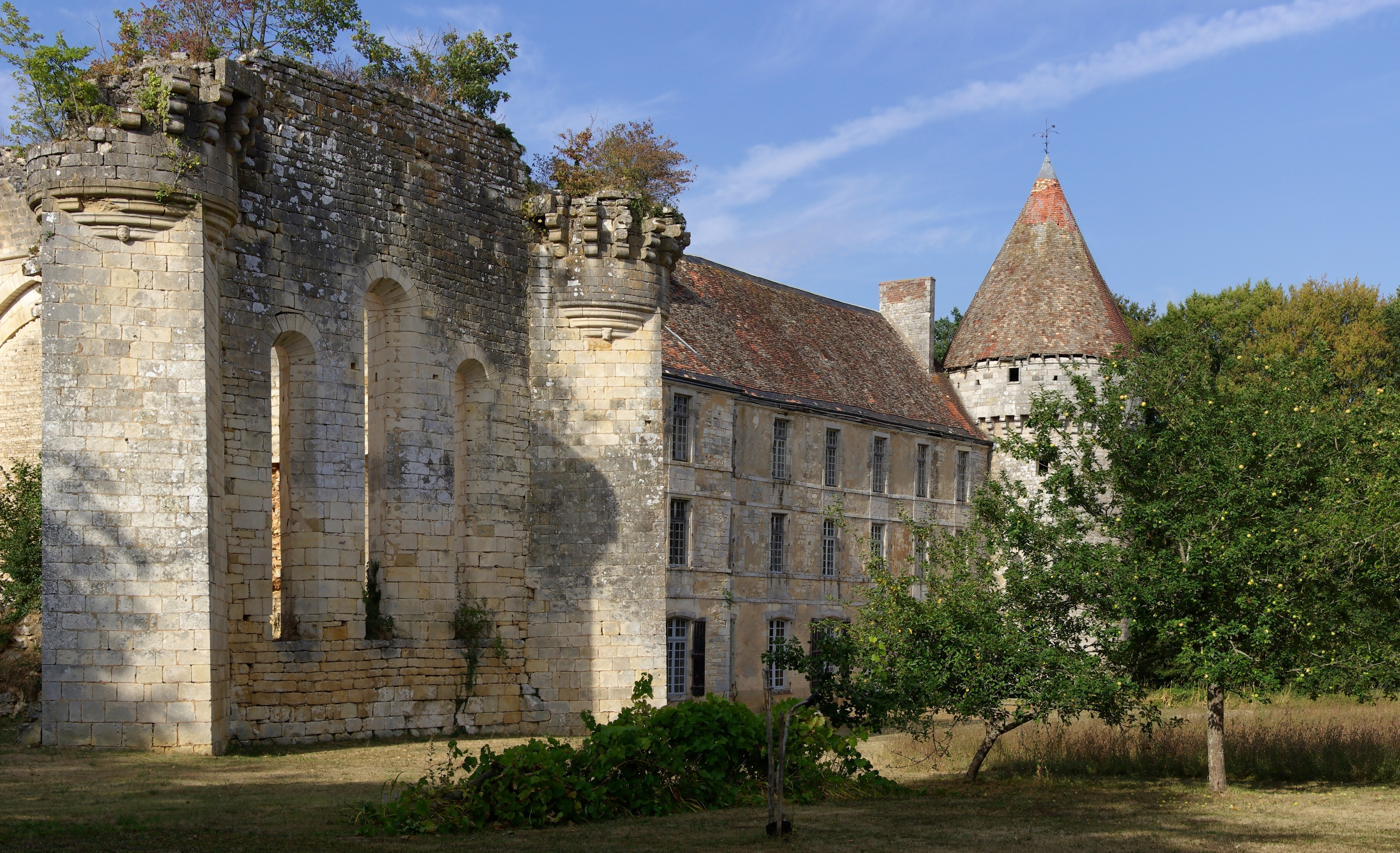
Ruines de l'église et bâtiments conventuels vues sud.
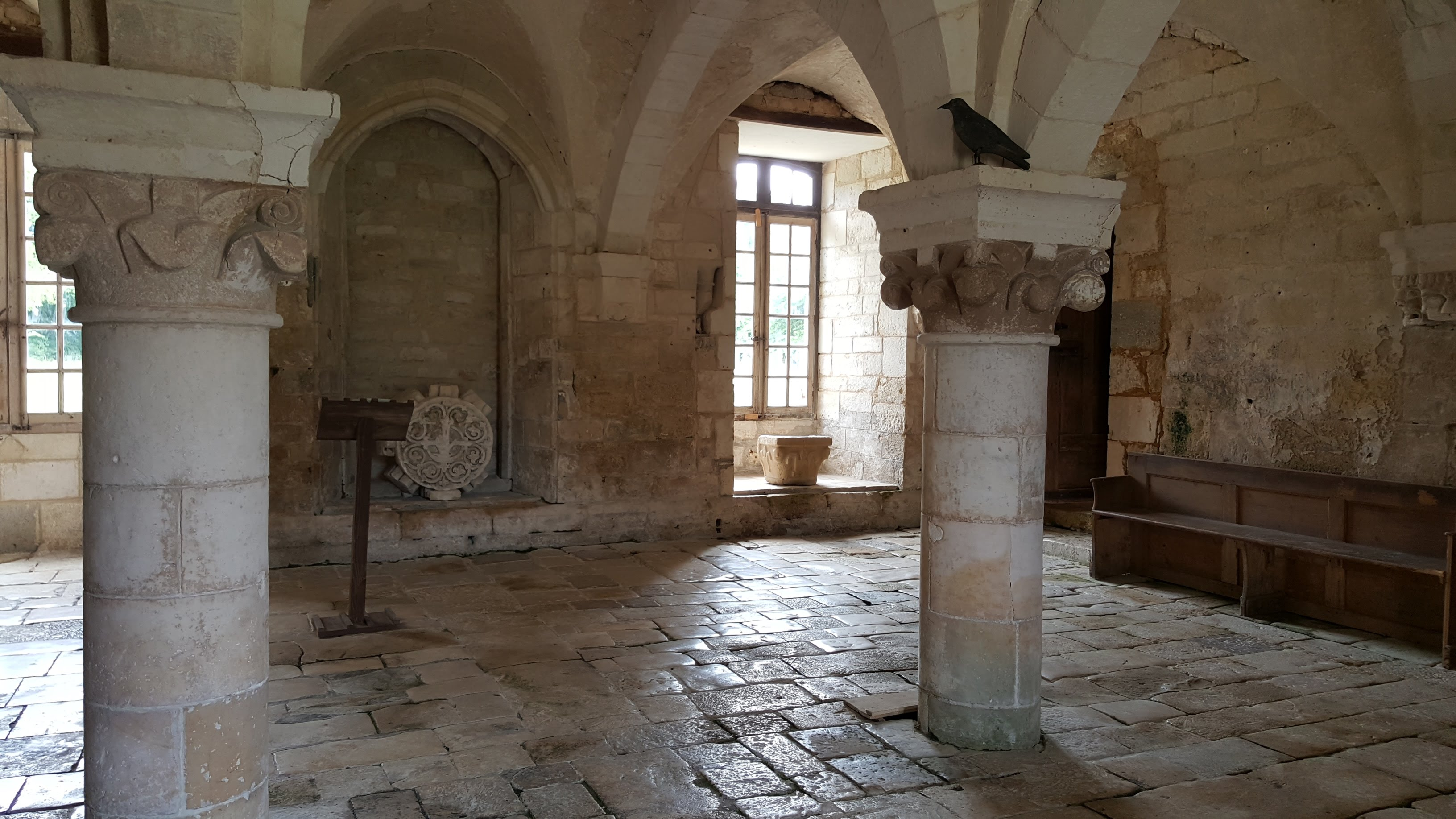
La salle capitulaire.
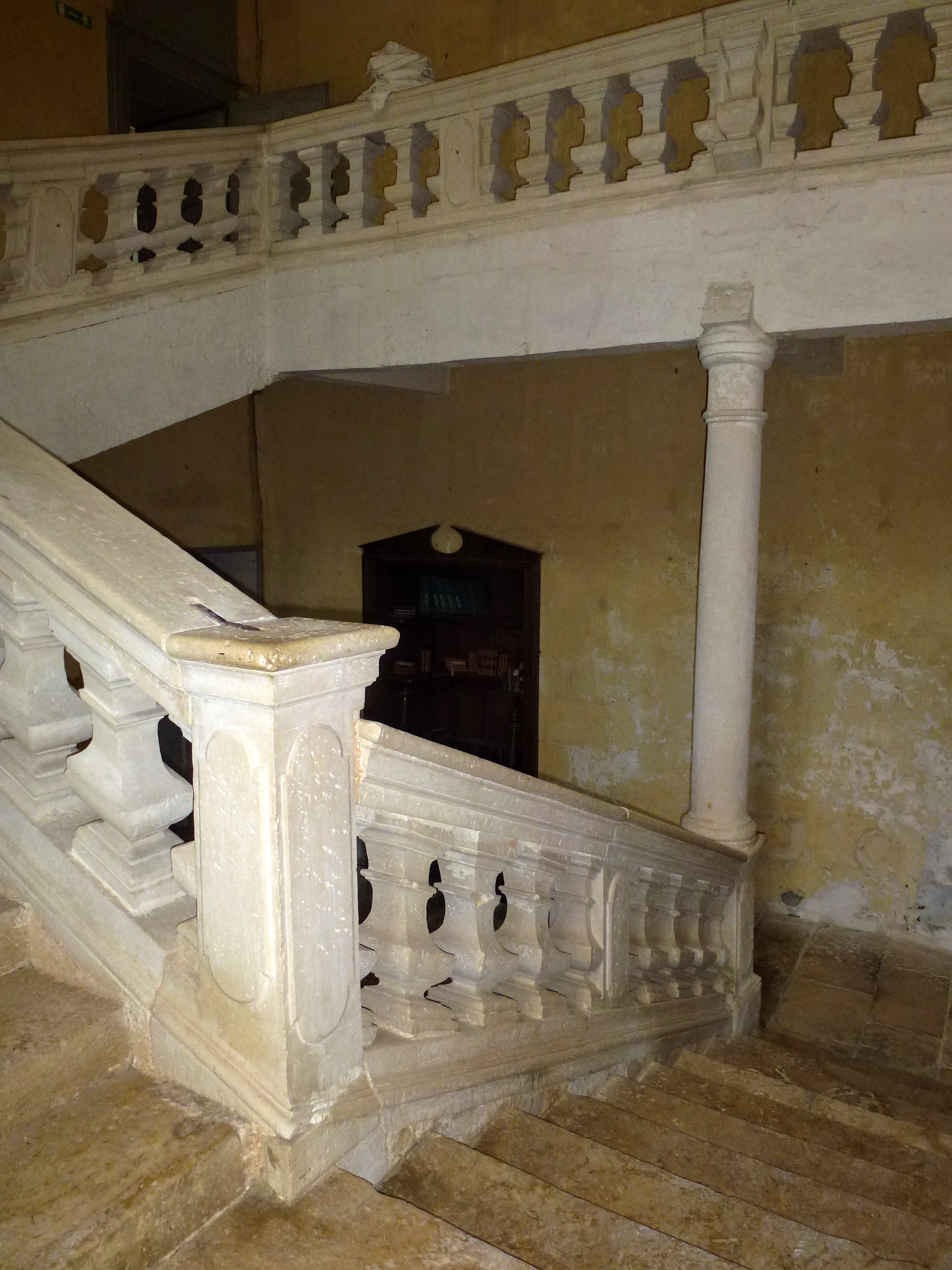
Le grand escalier.

### Sources et bibliographie
- François Eygun, L'Abbaye Notre-Dame de la Réau, OSA, étude historique et archéologique, thèse secondaire de doctorat ès Lettres, coll. Mémoires de la Société des antiquaires de l'Ouest, 3e série, t. 15, 1938 (prix du président Henri de Montégut-Lamorélie de l'École des chartes), 544 p.
- François Eygun, L’Abbaye de la Réau, Poitiers, 1956, 24 p.